# Helmut Zöllner
Helmut Zöllner (* 14. Mai 1949) ist ein ehemaliger deutscher Fußballspieler.

## Sportlicher Werdegang
Zöllner spielte für Eintracht Trier und gehörte in den 1970er Jahren zu der Mannschaft, die zweimal die Rheinlandliga gewann. 1976 war der Abwehrspieler dabei im Entscheidungsspiel gegen den punktgleichen Konkurrenten TuS Neuendorf einer der Leistungsträger, die durch einen 2:1-Erfolg zum Meisterschaftsgewinn beitrugen. Anschließend setzte sich die Mannschaft gegen Borussia Neunkirchen und Wormatia Worms in der Aufstiegsrunde zur 2. Bundesliga durch. Zöllner absolvierte in der Saison 1976/77 schließlich insgesamt 33 Spiele in der 2. Bundesliga Süd.
Sein Sohn Patrick Zöllner spielte später unter anderem ebenfalls für Eintracht Trier, als der Klub in den 1990er Jahren in der drittklassigen Regionalliga antrat.